# Bron-Yr-Aur (chanson)
 (février 2017).
Si vous disposez d'ouvrages ou d'articles de référence ou si vous connaissez des sites web de qualité traitant du thème abordé ici, merci de compléter l'article en donnant les références utiles à sa vérifiabilité et en les liant à la section « Notes et références ».
Pistes de Physical Graffiti
In the Light
(1) Down by the Seaside
(3)
Bron-Yr-Aur est un morceau instrumental du groupe de rock Led Zeppelin figurant sur le sixième album studio du groupe, Physical Graffiti.
Le morceau tient son nom d'une maison située à Gwynedd au Pays de Galles (« Bron-Yr-Aur » signifie « poitrine d'or » en gallois) où les membres du groupe se sont retirés pour enregistrer l'album Led Zeppelin III,. Enregistré en 1970, Bron-Yr-Aur doit à l'origine, faire partie de l'album Led Zeppelin III. Il n'a pas été retenu et est finalement édité sur Physical Graffiti en 1975,,,.
Avec une durée de 2:06 minutes, c'est le titre le plus court de Led Zeppelin.